# Art of Fighting 3
Art of Fighting 3: The Path of the Warrior (Art of Fighting: Ryuko no Ken Gaiden, en japonés: Art of Fighting 龍虎の拳伝外) es la tercera y última parte del videojuego Art of Fighting desarrollado por SNK, y fue lanzado en Neo-Geo en 1996.
Art of Fighting 3 contó con un nuevo elenco de personajes, con la excepción de Ryo y Robert. Yuri Sakazaki se ve en el juego, pero solo como un personaje secundario en el modo historia Ryo y Robert.

## Historia
La historia cambió el foco de la familia Sakazaki a Robert García. Robert desaparece a buscar una amiga de la infancia, Freia Lawrence, y sigue su pista a GlassHill, México. Freia es buscada por el antagonista principal del juego, Wyler, para completar un poderoso elixir que afecta a los usuarios de una manera similar a la poción en El extraño caso del Dr. Jekyll y Mr. Hyde.
Uno de los personajes del juego, Kasumi Todoh, más tarde haría apariciones en The King of Fighters. Este juego es el único en la serie que tiene un drama CD.
Art of Fighting 3 fue relanzado en la Consola Virtual de Wii en Norteamérica el 21 de marzo de 2013 a un costo de 900 Wii Points.